# Ольстин Олексич
Ольстин Олексич (XII век) — древнерусский военный и политический деятель, воевода черниговского князя Ярослава Всеволодовича. Вёл переговоры с половцами в 1184 году, участвовал в походе Игоря Святославича в степь в 1185 году. Существует гипотеза о том, что в 1177 году он сражался на реке Колокша на стороне рязанцев, а позже написал «Слово о полку Игореве».

## Биография
В сохранившихся источниках есть только два надёжных упоминания Ольстина Олексича (оба в Ипатьевской летописи). В 1184 году, когда половецкий хан Кончак, пришедший на Русь с набегом, предложил Ярославу Всеволодовичу Черниговскому заключить мир, тот направил к нему «мужъ свой» (по-видимому, боярина) Ольстина Олексича для переговоров. Позже остальные князья Южной Руси объединились против Кончака, но Ярослав отказался от участия в походе: он не мог, по его словам, «на свой мужь поехати». В 1185 году князь направил Ольстина с отрядом ковуев (лёгкой конницы) своему вассалу Игорю Святославичу Новгород-Северскому для участия в походе в степь (в связи с этим летописец уточняет, что Ольстин был «Прохоровым внуком»). В первой битве с половцами, закончившейся лёгкой победой русичей, воевода со своим полком находился в авангарде, а потом преследовал бегущего врага.
В связи с последующими событиями Ольстин уже не упоминается. При этом известно, что ковуи в решающем сражении обратились в бегство, и князь Игорь попал в плен, когда пытался их остановить. По словам летописца, тогда же половцы «и воеводу имяхуть — тот напереди язвен бысть». О ком именно идёт речь, неясно: это мог быть и Ольстин (в этом случае ковуи могли обратиться в бегство из-за его ранения), и какой-то другой военачальник.
Новгородская четвёртая летопись упоминает ещё одного Ольстина, без отчества, — рязанского боярина, который попал в плен к Всеволоду Большое Гнездо в 1177 году, в битве на реке Колокша. Вместе с другими пленными его привели во Владимир, дальнейшая его судьба неизвестна. Летописец говорит только, что некоторых рязанских бояр тогда казнили, а некоторых помиловали и отпустили.

## Гипотезы
Исследователь «Слова о полку Игореве» М. Т. Гойгел-Сокол предположил, что дед Ольстина Олексича Прохор — это упомянутый у Татищева Прохор Васильевич, любовник второй жены Мстислава Великого, высланный князем в Полоцк и умерший там в порубе. Отец Ольстина, по мнению того же автора, — Олекса Дворьский, приближённый Мстислава Изяславича Киевского, взятый в плен войсками Андрея Боголюбского в 1169 году. Гойгел-Сокол выстраивает гипотетическую биографию Ольстина: тот, по его версии, служил Мстиславу Изяславичу в качестве военачальника, вместе с отцом был угнан в плен во Владимир, там служил Андрею Боголюбскому как «думец», потом служил Глебу Ростиславичу Рязанскому (как «думец и воевода») и Ярославу Всеволодовичу (как «думец, посол и воевода»). Именно Ольстин в рамках этой гипотезы стал информатором автора Ипатьевской летописи в связи с событиями 1184—1185 годов и даже написал «Слово о полку Игореве». «О его знаниях, образованности, эрудиции, — пишет Гойгел-Сокол, — говорит сама за себя „Песнь“».
Версия Гойгел-Сокола стала одной из множества гипотез (научных и дилетантских), в которых фигурируют возможные авторы «Слова о полку Игореве». Историк-любитель Б. И. Яценко её поддержал, заявив, что она «получает научное обоснование». В то же время исследователь Л. А. Дмитриев отмечает, что данные из «Слова…» не могут использоваться для характеристики Ольстина Олексича, поскольку его авторство нужно доказать. Предположения Гойгел-Сокола о происхождении и биографии Ольстина Дмитриев охарактеризовал как «догадки…, не имеющие под собой непредвзятых объективных данных». Известно, что историю о Прохоре Васильевиче уже Н. М. Карамзин считал «непристойной басней», позаимствованной у Яна Длугоша.
Филолог В. Ю. Франчук предположила, что Ольстин Олексич был потомком касогов, переселившихся на Русь из Тмутаракани в X—XI веках.